# 海王龍亞科
海王龍亞科（Tylosaurinae）是滄龍科的其中一個亞科，是群多樣化的海生有鱗目動物，生活於白堊紀晚期。
海王龍亞科是最大的滄龍類，海王龍與海諾龍的身長為9-15公尺，海諾龍甚至可以達到17公尺以上，為當時最大的海洋生物之一。牠們的骨骼有許多空洞，裡面充滿脂肪組織以增加浮力，顯示牠們是敏捷的掠食者。
Russell在1967年將海王龍亞科定義為擁有以下特徵：前上頜骨牙齒前方有大型喙、上頜骨與齒骨擁有12顆或以上的牙齒、後耳骨有個供的第5到7根腦神經經過的孔、基枕骨或基蝶骨沒有供基底動脈通過的管道、方骨的蹬上突大，而且末端尖、上隅骨背側邊緣圓，而且成水平、薦前椎有29顆、後部尾椎的神經棘稍長，但並沒有形成明顯的鰭、脈弓並未固定至尾髓、四肢並沒有形成平順的表面。海王龍的薦前椎總長度短於薦後椎的總長度。

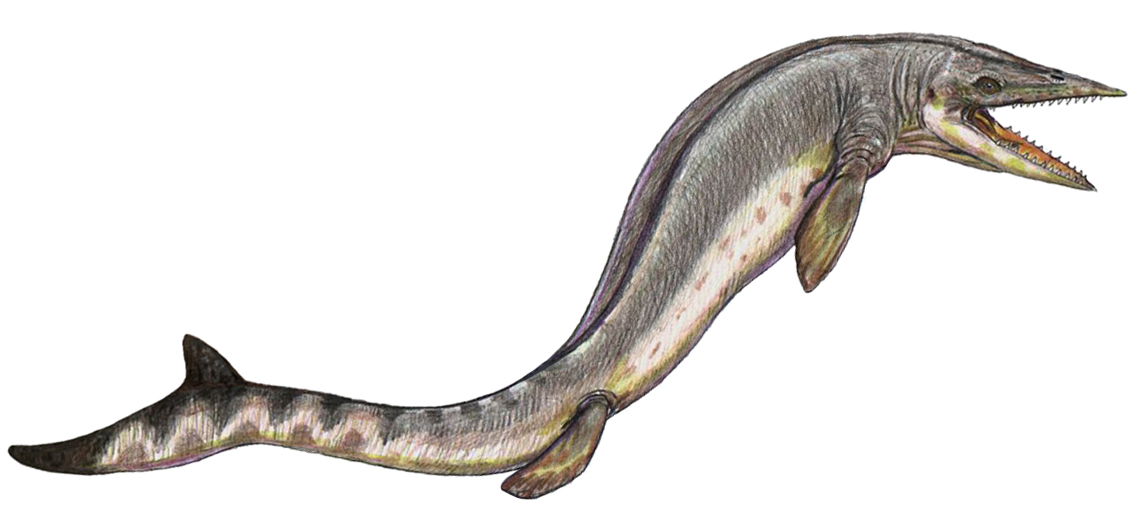
海怪龍

海王龍亞科的各屬被發現於各大陸，除了澳洲與南美洲。海王龍亞科通常是大型海生蜥蜴，擁有堅固的牙齒，撞擊用的吻突是由延長的前上頜骨與齒骨所構成。在南達科他州發現的一個海王龍類化石，擁有胃部內容物化石，包含其他滄龍類、硬骨魚、大型海鳥黃昏鳥、可能還有鯊魚，顯示海王龍類的食物來源廣泛。一個由查爾斯·斯騰伯格（Charles Sternberg）發現的標本，體內包含小型的蛇頸龍類骨頭。
在1992年，Lingham與Soliar提出海王龍亞科並非滄龍科中游泳速度最快的，也並非最強壯的。海王龍亞科的體格為輕型，身體重量大量減少，並擁有相當小的胸帶、骨盆帶、以及四肢。牠們的骨頭為高度多孔結構，可能充滿了脂肪細胞，可增加浮力。這些特徵顯示海王龍亞科可能是伏擊掠食者。海王龍亞科是最大型的滄龍類之一，海王龍與海諾龍的某些種身長可達9到15公尺，使牠們成為最大型的海生爬行動物之一。羅素在1967年敘述的T. zangerli，原本是海王龍的一個小型種，但現在被認為是一個未成年的T. proriger個體。在2005年，Everhart建立堪薩斯海王龍，化石發現於斯莫基希爾河白堊層。
Polcyn與Bell在2005年建立了一個更大的演化支，稱為羅賽爾龍類科（Rullessosaurina），包含：海王龍亞科與扁掌龍亞科、以及牠們的姐妹分類單元（包含特提斯龍、羅塞爾龍、亞瓜拉龍）。
海王龍亞科首次出現在化石記錄是在康尼亞克階，並存活到馬斯垂克階，大約存活了2000萬年。